# Замок Кійосу
>
За́мок Кійо́су　(【清洲城・清須城】 きよすじょう) — японський рівнинний замок у провінції Оварі (сучасна префектура Айті, місто Кійосу, квартал Ітіба). Адміністративно-політичний центр провінції у середньовіччі й ранньому новому часі. Збудований близько 1405 року провінційними воєводами із роду Шіба. Розташовувався на Східноморському шляху до столиці Кіото. У 1555-1563 роках — резиденція магната Оди Нобунаґи, національного героя Японії. 1586 року укріплений головною баштою. Зруйнований 1610 року для будівництва Наґойського замку. 1989 року на місці замку була збудована бутафорна головна башта.

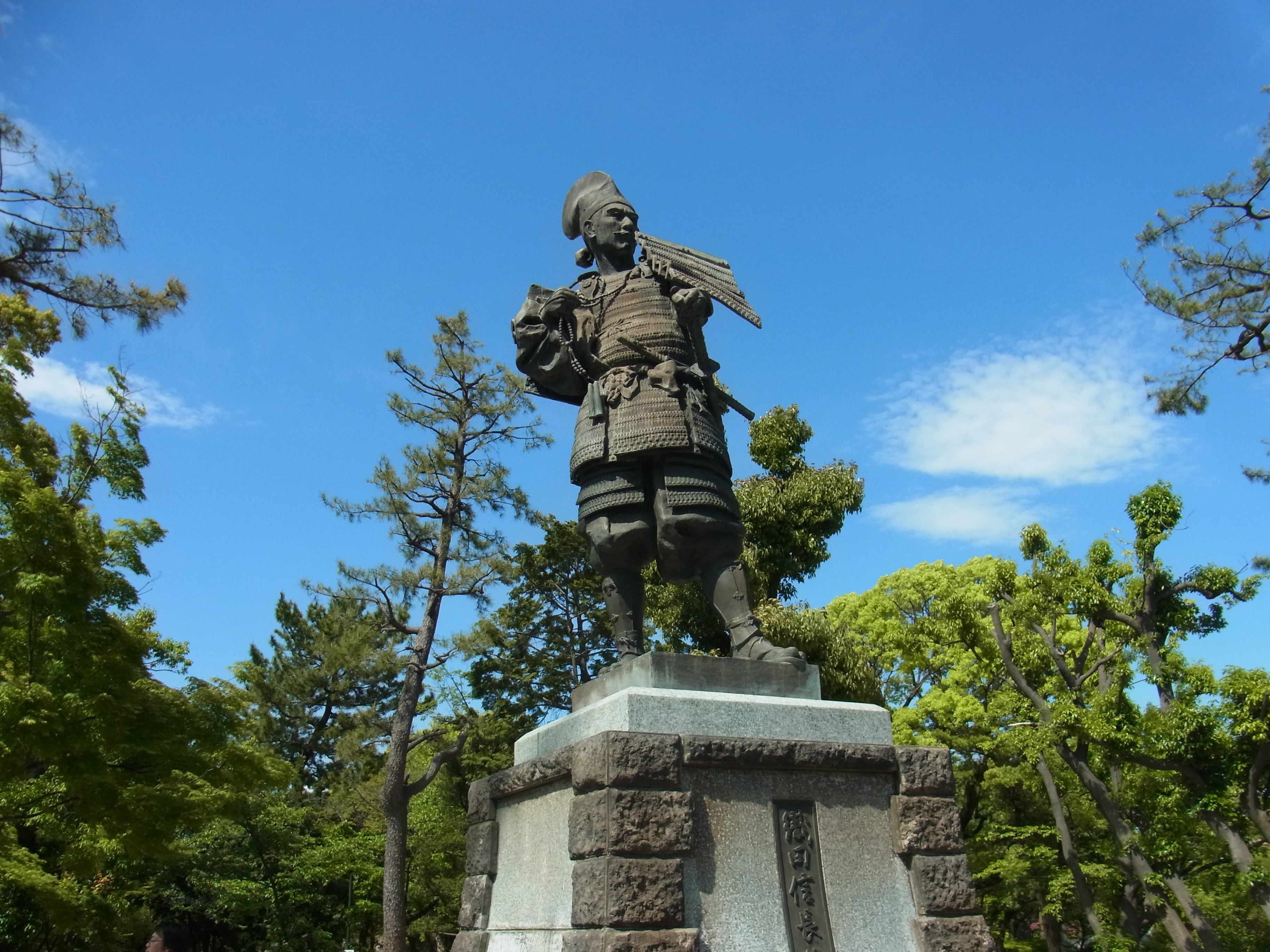
Памятник Нобуназі
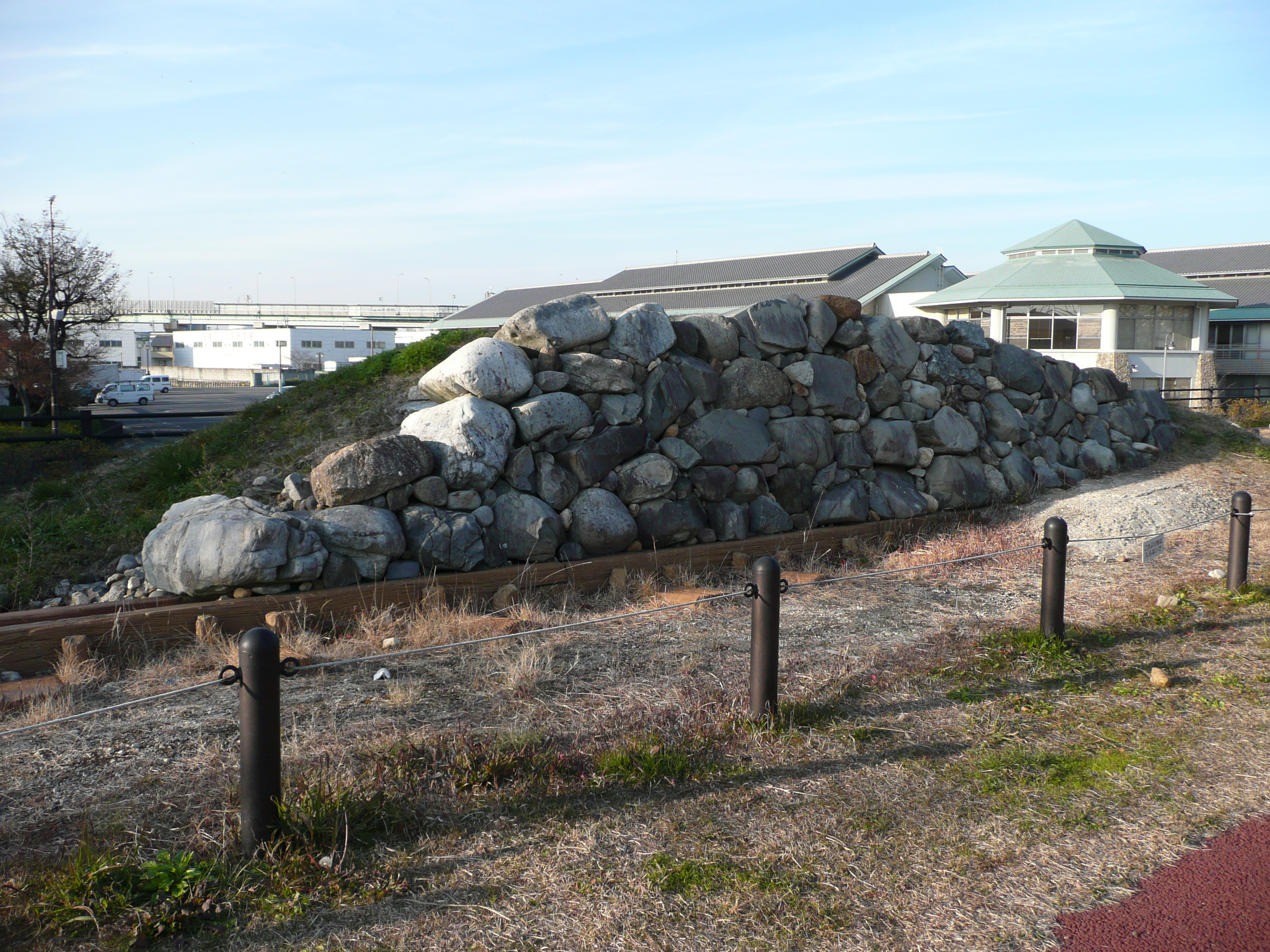
Старі стіни
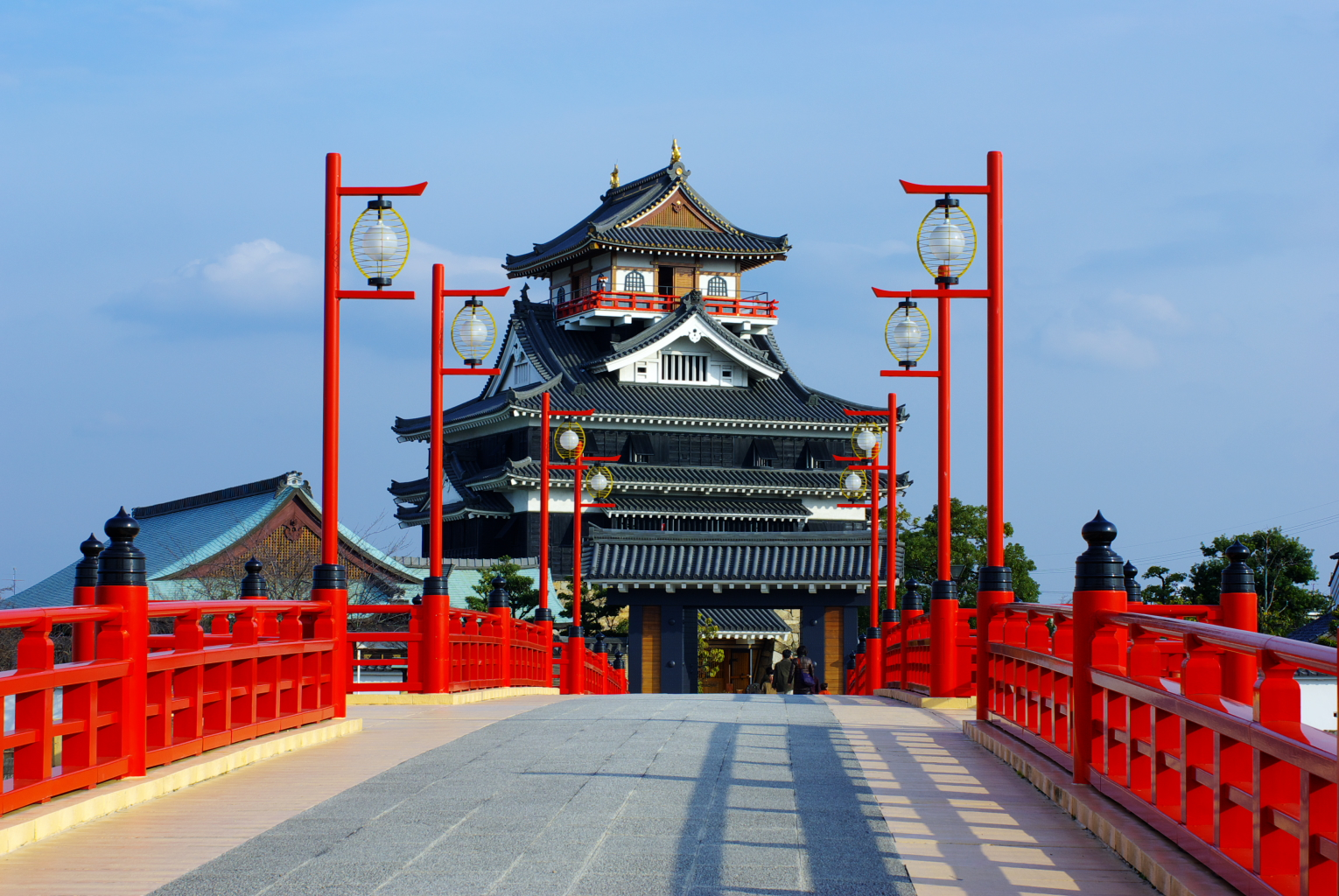
Башта і міст
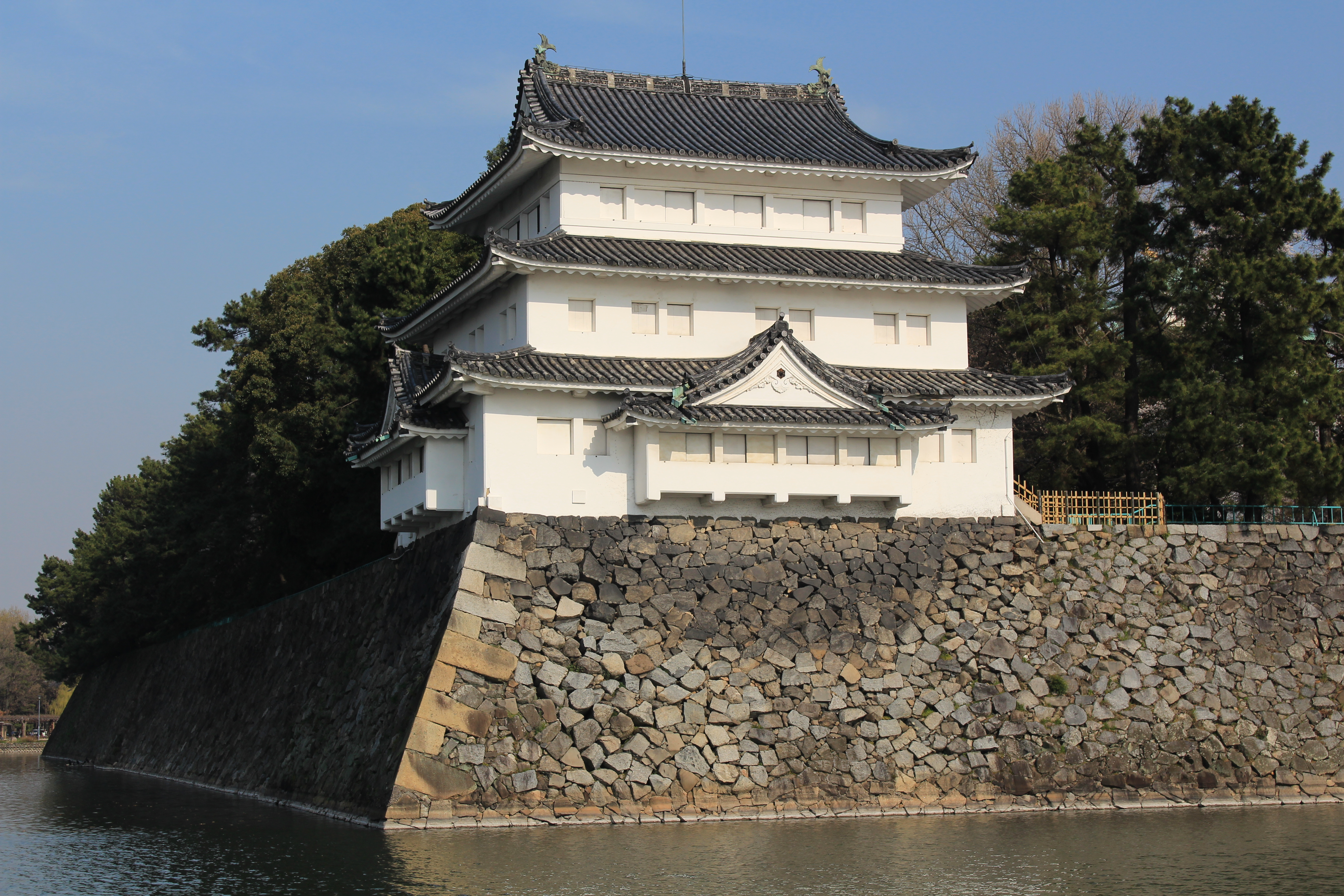
Північно-західна башта